# Понизовье (Плоскошское сельское поселение)
Понизовье — деревня в Торопецком районе Тверской области в Плоскошском сельском поселении.

## История
В списке населённых мест Холмского уезда Псковской губернии за 1885 год значатся деревня Понизовье (4 двора, 22 жителя) и усадьба Понизовье (6 дворов, 20 жителей).
На карте РККА 1923—1941 годов обозначена деревня Большое Понизовье. Имела 24 двора.

## География
Расположена примерно в 10 километрах к северо-западу от села Волок на реке Серёжа.
Климат
Деревня, как и весь район, относится к умеренному поясу северного полушария и находится в области переходного климата от океанического к материковому. Лето с температурным режимом +15...+20 °С (днём +20...+25 °С), зима умеренно-морозная -10...-15 °С; при вторжении арктических воздушных масс до -30...-40 °С.
Среднегодовая скорость ветра  3,5—4,2 метра в секунду .

## Население
Население по переписи 2002 года — 9 человек, по переписи 2010 года — 1 человек. В 1959 году в деревне 25 хозяйств, 96 человек.

## Известные люди
- В детские годы (в 1938—1950 годах) в деревне жил советский геолог и писатель Виталий Васильевич Морозов, описавший Понизовье в книге «Так и было»:

Наша деревня была самая большая в округе. Два ряда домов простирались почти на версту, образуя широкую улицу. У каждого дома полгектара земли — приусадебный участок. Возделывали все, до последнего аршина. От этой земли, в основном, и кормились.
В деревне работали два магазина, молокозавод, хлебопекарня, кузница. Тут же рядом был сельсовет; суетился народ вокруг конторы лесопункта; крестьяне шли по своим делам в правление колхоза, а молодежь вечерами в клуб с избой-читальней.